# DFS Weihe
Dimensions
Le DFS Weihe (busard) est un planeur monoplace de performance allemand à aile haute de 18 mètres d'envergure, conçu par Hans Jacobs en 1937-38,.

## Conception et développement
Jacobs a conçu le Weihe pour qu'il soit le meilleur planeur de performance de son époque et, en effet, il a remporté de nombreux championnats et a battu de nombreux records, jusqu'à ce que ses performances soient dépassées vers la fin des années 1950. Encore aujourd'hui, il est considéré comme l'un des "modèles classiques de planeurs",.
Le Weihe est construit en bois. Le bord de fuite de l'aile et les gouvernes sont entoilées. Le profil d'aile est un Gö 549-M. 2 modifié. Les premières versions décollent sur un chariot et atterrissent sur un patin, les versions suivantes auront une roue fixe et un patin. Les aérofreins DFS d'origine ont été remplacés sur certains planeurs par des aérofreins Schempp-Hirth.
Initialement, le planeur a été produit par Deutsche Forschungsanstalt für Segelflug (DFS) (en français : Institut allemand de Recherche pour le Vol à Voile) et plus tard par Jacobs-Schweyer. Après la Seconde Guerre mondiale, il a été produit par Focke-Wulf ainsi qu'en France, en Espagne, en Suède et en Yougoslavie. La production du Weihe, s'élève à plus de 400 exemplaires,.

## Historique des vols
Le Weihe a gagné les Championnats du monde de vol à voile en 1948 et 1950. Il a été utilisé pour battre plusieurs records mondiaux et nationaux, dont le record du monde de gain d'altitude, en 1959, avec 9 665m (31 709 pieds),.
Dick Johnson a remporté les championnats américains de vol à voile en 1959, aux commandes d'un Weihe.

## Variantes
DFS Weihe
Première version produite,.
Jacobs-Schweyer Weihe
Deuxième version produite avant la seconde Guerre Mondiale. Avec une verrière plus grande et un plus long nez,.
Focke-Wulf Weihe 50
Version produite après guerre, avec une verrière plus "joufflue" et une roue fixe,.
VMA-200 Milan
Version française du Weihe produite après guerre, par Minie, à Saint-Cyr.
AB Flygindustri Se-104
19 planeurs produits sous licence pour la Royal Swedish Air force.
AISA Weihe
6 planeurs produits sous licence par AISA.

## Planeurs exposés
- Musée du planeur du sud ouest des États-Unis[3]
- Musée de l'air, Madrid, Espagne[4]
- Centre Du Patrimoine vélivole. Aérodrome de Lasham[5]
- Espace Air Passion, GPPA. Aéroport d’Angers -Marcé